# الشوفة الكبيرة
الشوفة الشمالية قرية سورية صغيرة تتبع ناحية اليعربية في منطقة المالكية التابعة لمحافظة الحسكة. بلغ عدد سكانها 193 نسمة عام 2004.
تقع على بعد 19 كم تقريبا إلى الغرب من مدينة اليعربية و12 كم تقريبا عن الحدود مع العراق.